# Giải BAFTA lần thứ 1
Giải thưởng Điện ảnh Viện Hàn lâm Anh Quốc lần thứ nhất được tổ chức vào ngày 29 tháng 5 năm 1949 tại Rạp chiếu phim Odeon, Quảng trường Leicester, Luân Đôn, dành cho các phim được chiếu tại Vương quốc Liên hiệp Anh năm 1947 và 1948. Giải do Viện Hàn lâm Điện ảnh Anh Quốc (nay là Viện Hàn lâm Nghệ thuật Điện ảnh và Truyền hình Anh Quốc (BAFTA)) trao tặng. Phim được trao ở ba hạng mục: Phim Anh hay nhất, Phim trong hoặc ngoài nước Anh hay nhất và một giải Đặc biệt. Nhà sản xuất phim Anh Michael Balcon là chủ tịch buổi lễ trao giải.
Odd Man Out giành giải Phim Anh hay nhất. Phim hay nhất trong và ngoài nước được trao cho phim The Best Years of Our Lives của Mỹ. Phim tài liệu The World Is Rich nhận giải Đặc biệt. Các đạo diễn của các bộ phim trên, thay mặt cho đội ngũ sản xuất, được trao tượng đồng (do Henry Moore thiết kế).

## Tác phẩm đoạt giải
Tác phẩm đoạt giải được in đậm. Nguồn trong bài viết không nhắc tới các đề cử khác.
| Phim Anh hay nhất | Phim hay nhất - của Anh hay nước ngoài |
| ----------------- | -------------------------------------- |
| - Odd Man Out     | - The Best Years of Our Lives (Hoa Kỳ) |

### Giải Đặc biệt
- The World Is Rich (Phim tài liệu)